# Fallout 4
『Fallout 4』（フォールアウト4）は、ベセスダ・ソフトワークスが開発したコンピュータRPG。対応ハードはMicrosoft Windows、PlayStation 4、Xbox One、PlayStation 5、Xbox Series X/Sの5機種。日本では2015年12月17日に発売。

## 概要
核戦争後の荒廃した世界を描くFallout シリーズの7作目。広大なマップと高い自由度を持ったロールプレイングゲームである。
本作ではゲーム内で2077年に発生した大戦「資源戦争」の210年後に当たる2287年（Fallout 3の10年後、Fallout: New Vegasの6年後）、マサチューセッツ州ボストンを舞台とする。
Xbox One版はユーザーが作成したいわゆるMODを導入できるが、導入に際してはbethesda.netのアカウントを作成する必要があり、合計2GB分のMODを自由に導入できる。PS4版のMOD対応もアナウンスされ、2016年9月9日に一度ソニーからMOD導入を拒否されたが、後に承認されゲーム内のアセットに限りMODが導入できる事になった（スカイリムリマスター版も同様）。また、PS4 Proはチェッカーボード4K、Xbox One Xはネイティブ4Kに対応している。
Falloutシリーズ恒例の白黒映像を使ったデモシーンが今作にも存在する。
2024年4月25日でPlayStation 5版の発売、およびXbox One版のスマートデリバリーによるSeries X/S版への無償アップグレードに対応。

## ストーリー
2077年10月23日、ボストンのサンクチュアリ・ヒルズに住む若いエンジニア夫婦の元にVault-Tec社からの使者が現れる。付近に設置された地下シェルターVault 111への入居が一家全員に認められたという通知であった。その通知を受け取った直後、アメリカ本土に核が落とされているというニュースが流れ、夫婦は赤子を連れ、核爆発の爆風を受ける直前に何とかVault111に避難して事なきを得る。Vault-Tecのスタッフから身体検査という名目でそれぞれにカプセルへ入るよう指示を受け、赤子は主人公ではないパートナーと共にカプセルに入る。カプセルに入ると装置が起動し、そこで意識を失う。後にそれが冷凍冬眠装置であったことを知る。
核が落とされどのくらい過ぎたのかがわからないくらいの時間が過ぎたある日、外部からの操作によって一時的に冷凍冬眠が解除される。カプセル越しに見える謎の男が率いるグループは主人公のパートナーと共にいる赤子を強引に奪おうとし、それに抵抗したパートナーを銃殺。赤子は奪われ、再び冷凍冬眠に入る。謎の男は再び意識を失う前に主人公を見て「少なくともバックアップはまだある」と意味深長な言葉を呟くのであった。
核戦争からちょうど210年後の2287年10月23日、冷凍冬眠装置のエラーによって主人公はカプセルから脱出、パートナーの遺体の前で仇討ちと赤子を連れ戻すことを誓い、唯一の生存者（Sole Survivor）としてVault 111から脱出する。目覚めた後の荒廃したボストンを人々は「連邦」と呼んでいた。

## システム
『Fallout 3』からのゲームシステムを踏襲しつつ、一部に変更や簡略化が施されている。
Skillsの廃止とPerk取得方式の変更
『NV』までのようにレベルアップ時にスキルポイントを割り振ることでキャラクターを強化していくシステムが廃止され、S.P.E.C.I.A.L.の各ステータスに付随する合計70個のPerkをレベルアップ時に取得していく方式に変更された。取得できるPerkはキャラクターのレベルとS.P.E.C.I.A.L.の値とで決まり、ランク1のPerkはどのレベルでも取得できるがランク2以降の取得については指定されたレベルに到達する必要がある。また、レベルアップ時にS.P.E.C.I.A.L.の各パラメータも上昇することができ、本作ではMODを導入しない限りレベルキャップが存在しない仕様のためS.P.E.C.I.A.L.値が全て10で全てのPerkを取得したキャラクターも作成可能。
クラフト
本作から追加されたシステム。 拠点となるサンクチュアリ･ヒルズをはじめ連邦内にある居住地となる土地で様々なアイテムの製造やインフラ管理を行うものである(ゲームを進めないと開放できない拠点もある)。
拠点内では武器･防具･消費アイテムに加えて、建物などの構造物から水資源確保用の浄水器･発電機、拠点防衛施設まで、各種インフラ設備が製造できる。 製造には材料を必要とし、拠点内や各地に存在しているガラクタ等の廃棄物を回収し、拠点で解体する事で確保できる。これにより武器･防具の強化や、消費アイテムの製造、また拠点内の住民の生活改善を図っていく。 新規でクラフトすると経験値が増加する。一部のクラフトには特定のPerkを要求される事もある。
拠点内の生活改善を行うと住民が増加していき、商業施設を設置して取引を行えるようになる、商業施設の利益(の一部)を得られるようになる、余剰農産物を入手できるようになる、などの特典を得ることができる。
なおクラフトはゲームのメインクエストのクリアには必須ではなく、利用有無はプレイヤーに委ねられている。
武器・防具の細分化および強化と修理の廃止
『NV』において一部の武器に限り改造が行われていたが、今作ではクラフトの機能の一つとして全ての武器に対して強化が可能となる。強化に際しては特定のPerkを取得した上で材料を消費する必要がある。強化によってはセミオートからフルオートへの変更や消費する弾丸の変更等があるが、2つのPerkを要求される事もある。
防具は細分化が施され、服と頭・胴・左腕・右腕・左足・右足の防具に分けられた。防具は武器と同じく特定のPerkと材料の消費で強化される。全ての服が防具を装備できるわけではなく、服に防御力が指定されているものは防具を装備できない。ある勢力のクエストを一定数こなす事で防御力がない服を強化するシステムが解禁されるが、防御が存在する服と一部の帽子以外は対象外となる。
本作では上記仕様のためCND値と修理が廃止されている。敵の所持する武器防具はレベルに合わせて強化され、高レベルのPerkを要求される強化部品を装備したものを持っている事もある。
パワーアーマー
本作におけるパワーアーマーは乗り込み式に変更されており、従来作以上のスペックを誇る。ただし、動力源であるフュージョンコアの入手ルートが限られている関係で稼働時間に制限がある。また、パーツごとに耐久度が設定されており、故障した際は修理材料である金属や電子パーツと一緒に「パワーアーマーステーション」に持ち込む必要がある。
汚染
これまでのシリーズでは汚染度と体力値は別々で管理されていたため、汚染度が一定量になって初めて身体に影響が出るという形をとっていたのに対し、本作では同一のステータスで管理されているため汚染度が少しでもあがると体力の消耗につながる。また、放射能汚染されたクリーチャーが近づくだけでもプレイヤーは放射能に汚染されてしまう。汚染度の回復は「RADアウェイ」といった放射能除染アイテムの使用や、街（もしくは拠点内のクラフトで作り上げた）に点在する診療所にて有料で治療してもらう必要がある。
コンパニオン
各コンパニオンに不死属性が追加され、前作とは異なり同行するコンパニオンの体力が0になっても死亡せず、その場で蹲って一時的に行動不能になる仕様に変更された。一定以下の難易度ならば時間経過で体力が回復して再び行動が可能になるが、スティムパックを与えるとその場で回復してより早く行動の再開が可能になる。なお対象の勢力と敵対するようになった場合、その勢力に所属しているコンパニオンには不死属性が解除される。
『3』のカルマ制はなくなり、代わりに同行している（もしくはその周辺にいる）コンパニオンの傍で主人公が善行または悪行を行うと親密度が増減するシステムに変化している。親密度が最大になるとそのコンパニオンからプレイ時に役立つ特殊Perkを伝授してもらえる。逆に親密度が最低になったコンパニオンは同行が出来なくなる。なおコンパニオンによっては特定のクエストを行わないと親密度が最大にすることができない。

## 人種

### ウェイストランド人（Wastelander）
ウェイストランドに住まう普通の人間。放射線の影響で純粋な人間からわずかに変異しており、放射能に汚染された世界に適応している。ただし、他生物に比べると放射線に対する抵抗力は低く、極端な濃度には耐えられない。

### グール（Ghoul）
放射線の影響で皮膚が焼けただれたり鼻が陥没しており、ゾンビのような姿に変異してしまった人間。変異の影響で放射線に対して完全な抵抗を持つばかりか、放射線で栄養補給ができる。また、ほぼ不老に等しいほど非常に長命であり、戦前から生き続けている者も存在する。ただし、放射能が脳まで到達した影響で理性を失って肉食の野獣のような性質となった「フェラル・グール」と混同視され、連邦では迫害の対象とされることもある。

### スーパーミュータント（Super mutant）
インスティチュートが製造した強制進化ウイルス(FEV)の影響を受けた人間。連邦独自の固有種で、従来作に登場した西海岸やキャピタル・ウェイストランドのスーパーミュータントの何れとも性質が異なる。このウイルスの影響により皮膚は緑色に変色し、体は筋肉質で巨大化し、常人を遥かに凌ぐ頑強な肉体と怪力を有している。更に、グール同様放射線に完全な抵抗力を持ち、不老でその寿命は無限である。その代わり性別は失い知能は低下している。言語や人間の道具、武器を扱ったり、原始的なコミュニティを形成する知性はあるが、力強さと勇敢さを信奉する蛮族思考と、ありとあらゆる生物を食料や腕試しの相手と見做して狩る凶暴性、特に人間を敵視して積極的に殺害しようとする習性から、対話可能な者はごく僅かである。ミニッツメンとの決戦に敗れて大きく数を減らしたとされるが、現在でも連邦内外に侮れない勢力を維持し続けている。

### 人造人間（Synth）
インスティチュートが製造している文字通りの人造人間。インスティチュートの技術力を象徴する産物の一つで、長い年月をかけて発展・改良が続けられ、現在第三世代までの人造人間が完成している。
第一世代
内部機器やフレームが剥き出しの人型ロボット。身体能力や作業性こそ人間並みだがAIの性能は余り高くなく、主に単純労働の作業員や前線の兵士として運用されている。
第二世代
より複雑な機構と人間を模した外装を取り入れたアンドロイド。AIの性能も向上しており、より専門的で複雑な作業に対応可能で、前線では第一世代兵士の指揮を執ることもある。
第三世代
とある人物の遺伝子を基に製造されたクローンタイプのバイオノイド。呼吸や代謝を行い、人間や他の第三世代個体との性行為が可能で、自我や感情すら持っているためウェイストランド人と区別がつかず、肉体構造も脳に電子部品が含まれている以外は人間とほぼ変わらないほどの完成度を誇る。ただし、人間とは異なる性質も持っており、生殖能力はなく放射線に極めて高い抵抗力を持ち、不老で製造時の外見年齢が変わることはない。また、能力や才能にも個体差がある。第一世代や第二世代のように兵士に使われることはほとんどなく、本部では第二世代にも困難な高度な作業に従事させられたり、ウェイストランド人の住人と入れ替えて地上を監視・偵察するための工作員として運用されている。インスティチュートを脱走して連邦で暮らす個体も居るが、「壊れた仮面事件」以降危険視され、迫害を恐れて自分が人造人間だと知っていても隠す者が多い。

## 勢力

### 主要勢力
連邦の趨勢を握る中心勢力。本作は最終的に、何れかの組織に肩入れしてエンディングを目指すストーリーラインを辿ることとなる。
ミニッツメン
ウェイストランドの過酷な環境に晒されながら生きる力無き人々を救うべく、有志が集って結成された民兵組織。最高指導者は「将軍」と呼ばれる。
流民の保護から町の防衛まで広汎に活躍し、かつては連邦に住まう人々から「希望の象徴」とまで謳われるほどの一大勢力であった。しかし、結成から月日を経るごとに組織の腐敗が進んで動きが鈍り始め、本拠地の陥落や時の将軍の死による跡目争いなどの度重なる難事が衰退に拍車を掛け、メンバーの離脱・離散を招いた挙句、最終的にクインシーにおいてガンナーとの抗争に敗れたことがトドメとなって壊滅状態に陥った。現在は人々からの信頼も地に墜ちている。
Brotherhood of Steel
戦前の技術の回収や保管を目的とする武装組織。通称『B.O.S.』。
アメリカ各地に支部があるが、本作のものは「Fallout3」にも登場したキャピタル・ウェイストランドの東海岸支部。エンクレイヴの技術を接収したことやアウトキャストと合流、現地のウェイストランド人を隊員として受け入れるなどの対応を行ったことで物資・武力の両面で強大な組織となっている。スーパーミュータントやグール、人造人間といった存在の殲滅を目標としており、コモンウェルスには偵察隊を送り込んでいたが、ある時期を境に巨大な飛行船を母艦とする大規模な本隊が直接乗り込んで来ることとなる。
レールロード
奴隷として扱われる人造人間の解放と権利尊重を訴える地下組織。「Fallout3」にも登場した。
インスティチュートと真っ向から敵対しており、彼らの擁する人造人間の脱走の手引きや保護、自立支援などを行っている。しかし、反撃により本部や主要幹部を失い、劣勢に立たされている。
保護した人造人間を自立させる際に希望があれば記憶を削除しているため、自分が人造人間であることを忘れている者が多い。
インスティチュート
人造人間を造り出し、実在の人物と入れ替えている謎の組織。
その活動の実体性の無さから連邦では都市伝説や幽霊のようなものとして扱われているが、正体は核戦争を独自に生き延びたコモンウェルス工科大学（C.I.T）の科学者たちが結成した秘密研究組織。C.I.T時代からの独自技術の維持・発展を行いながら、将来的には放射能汚染で荒廃した連邦を再生させ、それを皮切りに何れは人類復権の救世主となることを目指すが、その過程で連邦に及ぶ如何なる影響や犠牲、被害にも一切頓着しない冷酷さを持つ。
テレポート装置など驚異的な技術力を有している反面、軍事面を軽視しがちで組織の武力はさほど高くない。しかし、時として戦闘用の人造人間兵士をどこからともなく無数に送り込んで実力行使に訴えることもある。

### 敵対勢力
基本的に構成員が主人公に問答無用で襲い掛かって来る。ただし、一部イベントやロケーションでは敵対せず会話が可能な者たちも存在する。
レイダー
ウェイストランドに散らばる無法者の総称。廃品を加工して武装し略奪・強盗によって生計を立てる。集団間での仲間意識は低く、総じて戦闘力も低い。ただし、従来作のレイダーに比べると正気度や技術力は比較的高い傾向にある。
ガンナー
金のためなら殺人もいとわない傭兵集団。レイダーと同じく略奪行為も行う。戦前の軍隊の装備で武装しており戦闘も組織的に行い、軍用ロボットを用いる技術も持つ。
チャイルド・オブ・アトム
放射性物質を崇拝する宗教組織。放射性物質に汚染された地帯を聖地として拠点を構えており、信者たちは一般のウェイストランド人よりも遥かに高い放射線耐性を持つ体質の者が多い。「Fallout3」では温厚な宗教組織だったが、宗教的迫害が続いたことにより過激化しており、連邦においては、異教徒に対して躊躇なく独自開発の放射性兵器で攻撃を仕掛ける危険なカルト集団として恐れられている。
トリガーマン
ボストンに巣食っていたマフィアの末裔である連邦土着のならず者たち。マフィア時代からの伝統を受け継いでいるので組織性が高く、裏社会を形成して知能的な犯罪を行うことを好む。メンバーの中には戦前から生きている元本職のグールも居る。基本的には疎まれる存在でレイダーと大差ない悪党も多いが、グッドネイバーのトリガーマンたちのように仁義を重んじ、迫害を受けて住むところを失った難民たちの受け皿になるなど負の側面ばかりではない。

### DLCの勢力
ラスト・デビル
DLC「Automatron」に登場するレイダー集団。連邦のレイダー集団の中でも突出したメカニック技術を持つ一派で、独自の改造ロボットを運用し、ハイテク部品を主な略奪対象としている。
ファー・ハーバー
DLC「Far Harbor」に登場する勢力。急速に濃くなった放射能の霧によって島の隅へと追いやられた島民たち。漁船ドックを改装した町「ファー・ハーバー」を拠点としている。
アカディア
DLC「Far Harbor」に登場する勢力。DiMAをリーダーとする組織で、インスティチュートを逃げ出した人造人間が集まって生活している。戦前のアカディア国立公園の天体観測所を拠点としている。
ニュークリアスのチャイルド・オブ・アトム
DLC「Far Harbor」に登場する勢力。島に存在するチャイルド・オブ・アトムの支部。一部を除いて問答無用で襲い掛かって来る連邦の信者たちと比べて穏健で会話が可能だが、より強力な放射性兵器や防具で武装した戦闘部隊「ジーロット」を抱えている。戦前のアメリカ海軍の原子力潜水艦「ニュークリアス」とその基地を拠点としている。
トラッパー
DLC「Far Harbor」に登場するならず者たち。元々は島民らとは距離を置いて活動する狩人の集団だったが、放射能の霧に精神を蝕まれ、食人すら平然と行う狂気のレイダーと化した。
ヌカワールド・レイダーズ
DLC「Nuka World」に登場する勢力。パックス、オペレーターズ、ディサイプルズの3つのレイダー集団のことで、「総支配人」の統括の下、同盟を組んでヌカワールドを拠点としている。
なお、元々対立していた三勢力による暗闘が現在でも水面下で繰り広げられており、いつ本格的な内紛・抗争に発展するか分からないという不安定なバランスの中で成り立っている。

## 登場人物
日本語名はコンシューマー版に準拠

### 主人公とその家族
唯一の生存者（Sole Survivor）
声 - 寸石和弘 / 有賀由樹子
本作の主人公となる夫婦。性別・名前・容姿をスタート時点でプレイヤーが設定できる。パートナーになった際の名前はネイト（Nate）、もしくはノーラ（Nora）で固定される。
核戦争以前の2077年ではごく一般的な家庭で平和に暮らしていたが、避難先のVault 111にて冷凍冬眠に入って210年後の10月23日に機械の故障によって目覚め、息子ショーンの奪還と射殺されたパートナーの仇討ちのため荒廃した世界を旅する事になる。
主人公として選ばれなかった方はショーンを抱えて冷凍冬眠に入り、ショーンを奪おうとするケロッグに抵抗し射殺される運命にある。
戦前の職業はネイトは徴兵による従軍経験のある退役軍人(アンカレッジの戦い)でノーラは弁護士であった。
戦前生まれのため人工冬眠により200年以上を生き延び、戦後失われたメカトロニクスの知識を持つ。
ショーン（Shaun）
主人公夫婦に授かった赤子。主人公は彼を誘拐した男を探し、奪い返すための旅をする事になる。
コズワース（Codsworth）
声 - 岩崎ひろし
コンパニオンの一体。戦前から主人公の一家に仕えているMr.ハンディ。
核戦争を切り抜け、その後の210年間はサンクチュアリ・ヒルズから出る事なく庭先の草木の手入れなどをしながら一家の帰りを待ち続けていた。
忠義心に篤く良識的な性格であり、本人も家庭用であり戦いには向かないと分かっていながら主人に仕えている。
電動ノコギリと火炎放射器を装備。定期的に話しかけることで回復アイテムの一種である「きれいな水」を提供してくれる。ロボットなので一部の帽子を除く武器防具の装備は出来ないが、DLC「Automatron」を導入すると様々な改造を施すことが可能となり、改造次第でコンパニオンの中では最強クラスの戦闘能力を得ることも可能。
特殊perkは敵ロボットからのエネルギーダメージを軽減する。
ドッグミート（Dogmeat）
コンパニオンの一匹。サンクチュアリの近くの「レッドロケット」と言うガソリンスタントにいる犬。通常のプレイでは序盤に仲間にすることになるが接触しなければ放置することも可能。
他のコンパニオンと違い「親密度」という概念が無く特殊クエストも発生しない。時折独自の判断で周囲のアイテムを回収して持って来たり、アイテムが格納されているコンテナを嗅ぎつけ誘導してくれるほか、主人公から同様の命令もできる。
攻撃手段は接近しての噛み付きのみ。犬なので武器は装備できず防具もバンダナ類と専用のもの以外は装備出来ないが、Perkによって一部の人型クリーチャーの動きを一定時間止めることが可能となる。

### ミニッツメン
プレストン・ガービー（Preston Garvey）
声 - 丸山壮史
クインシーで壊滅したミニッツメンの生き残り。コンパニオンの一人。ミニッツメンは常時主人公側サイドのため他の勢力とは異なり離脱することはないが、特定のクエストである行動を怠ったり、DLC「Nuka-World」に登場する勢力に協力し特定のクエストを進行させたりすると親密度に関わらず主人公と同行できなくなる。
難民を連れて「ママ・マーフィー」の言う安全な場所「サンクチュアリ」に向かう道中、レイダーの集団の襲撃を受けていたところで主人公と出会うことになる。主人公に助けられた後は難民と共にサンクチュアリ・ヒルズに落ち延び、主人公をミニッツメンの新たな将軍（リーダー）に任命する。
レーザーマスケットを装備。定期的に話しかけることで様々な種類の銃弾アイテムを提供してくれるほか、居住地にいる住民がガービーにアイテムをプレゼントすることがある。
特殊perkは戦闘中の敵が一定数以上のときに攻撃力と防御力が強化される。
スタージェス（Sturges）
ブレストン・ガービーの右腕的存在。クインシーの元住民の一人で、何でも屋を営んでいた。サンクチュアリ・ヒルズにたどり着いた後は安住の地にするため主人公に協力を求める。これが実質的なクラフト要素のチュートリアルとなっている。
ロニー・ショー（Ronnie Shaw）
ミニッツメンの歴戦メンバーの一人。ある出来事でミニッツメンから離れていたが、特定のクエストをクリアするとミニッツメンに復帰し、定住する武器商人として主人公に武器を提供してくれる。

### ダイアモンドシティ
パイパー・ライト（Piper Wright）
声 - 世戸さおり
コンパニオンの一人。ニュースメディア「パブリック・オカレンシズ」の記者。真実を伝えていくポリシーのためか市長からは煙たがられている。そのポリシーから日本語版では男勝りな言動が目立つ。
10mmピストルを装備。定期的に話しかけることで様々な種類の食べ物アイテムを提供してくれる。主人公を「ブルー」と呼び、記者として主人公のことを記事にしたいと提案する。
特殊perkは新たなロケーションを見つけたときの経験値が増加する。
ニック・バレンタイン（Nick Valentine）
声 - 牛山茂
コンパニオンの一人。核戦争前に存在していた警察官ニック・バレンタインの人格を移植され自我を得た人造人間の探偵で、ダイアモンドシティマーケットにて「バレンタイン探偵事務所」を営んでいる。第一世代や第二世代の人造人間の骨格と人間に似た皮膚を持つ、第三世代のプロトタイプ。
DLC「Far Harbor」において当時のインスティチュートがニックに自我を与えた理由が明らかになる。
パイプリボルバーピストルを装備。命令することでハッキングを代行してくれる。自前のトレンチコートに極めて強い執着があり、防具の装備はほとんど出来ない。
特殊perkはハッキングの制限が緩和されるもの。
ナタリー・ライト（Natalie Wright）
パイパーの妹。愛称は"ナット（Nat）"。
姉と同じく記者に強い関心を持っており、「パブリック・オカレンシズ」で新聞配りを行っている。一方でパイパーからは自身の危険な仕事を重ね、その身を心配されている。
エリー・パーキンズ（Ellie Perkins）
「バレンタイン探偵事務所」でニックの助手として勤務している女性。
トラビス・マイルズ（Travis Miles）
ダイアモンドシティラジオのメインパーソナリティ。DJ名は「トラビス・ロンリー・マイルズ」。但しパーソナリティでありながら内向的で落ち着きのない喋り方をしており、その仕事ぶりは到底優秀とは言い難い。しかし主人公の行動次第では自分に自信がついたのか、その後は打って変わって落ち着いた滑らかな口調でパーソナリティを行うようになる。
マクドナウ市長（Mayor McDonough）
ダイアモンドシティの市長。街の安全を掲げており、市長当選後はグールの追放などかなり強引な政策を進めている。その強引ぶりからパイパーに嫌悪がられ、同じく彼もパイパーを目の敵としている。グッドネイバーの市長であるハンコックとは旧知の関係であったが、前述の政策によって決別している。
ある条件を満たすとその極端な政策を行っている理由が判明する。

### Vault 81
キュリー（Curie）
声 - 榊原奈緒子
コンパニオンの一人。Vault 81にいるMs.Nanny（Mr.Hundyの女性型）。もともとはVault 81に併設された研究所の助手だった。キュリーという名前は感染症脆弱性診断技術ロボット（Contagions Vulnerability Robotic Infirmary Engineer）の頭文字から付けられた。
改修者であるコリンズ博士が留学時に出会ったフランス人女性の喋り方が基になっており、フランス語なまりで話す。ライブラリには幾つかの言語が用意されているようで、タカハシとの初対面イベントでは彼が日本語で喋っている事をすぐに察知し日本語で挨拶を返すなど高度な人工知能の機能を見せる。
専用イベントにて、第三世代人造人間の肉体を手に入れることができる。
ロボット時は電動ノコギリとレーザーガンを装備、人造人間時はレーザーライフルを装備。定期的に話しかけることで回復アイテムの一種である「スティムパック」と「キュリーのヘルスパック」を提供してくれる。ロボットである間のみ武器防具の装備は不可能で、DLC「Automatron」を導入すると様々な改造を施すことが可能となるが、人造人間の体に換わると改造の恩恵が受けられなくなる。
特殊perkは体力がわずかになったときに一日一回体力が回復する。

### グッドネイバー
ジョン・ハンコック（John Hancock）
声 - 黒田崇矢
コンパニオンの一人。 グッドネイバーの市長であるグール。元はダイアモンドシティの住民であり、マクドナウ市長とは旧知の関係であったが、グール追放を機に対立して街を飛び出しグッドネイバーに流れ着いた。
若い時から薬物に手を出しており、放射能の含まれた薬剤を使用した結果グールとなったが、同時に不死性も手に入れたため、グール化についても前向きに受け止めている。
ダブルバレルショットガンを装備。定期的に話しかけることで様々な種類の薬物アイテムを提供してくれる。
特殊perkは放射能を一定以上浴びたときにクリティカルメーターが貯まりやすくなる。
ロバート・ジョセフ・マクレディ（Robert Joseph MacCready）
声 - 菅原雅芳
コンパニオンの一人。グッドネイバーを拠点に活動するフリーの傭兵。『3』にてリトルランプライトを治めていたマクレディ市長とは同一人物であり、『3』からの十年の間に妻子を持つも、妻を喪い子も難病を抱えたことで出稼ぎ傭兵となった。
ハンティングライフルを装備。定期的に話しかけることで様々な種類の銃弾アイテムを提供してくれる。
特殊perkはV.A.T.S.モード時に頭部への射撃命中率が増加する。

### Brotherhood of Steel
エルダー・マクソン（Elder Maxson）
声 - 長南翔太
B.O.S.のエルダー（B.O.S.における支部の最高司令官）。本名は『アーサー・マクソン』。
B.O.S.の創設者であるロジャー・マクソンの子孫という血統的権威に、高い指導力をカリスマ性を兼ね備え、苛烈にして果断な人柄、デスクローをナイフ1本で仕留めたという逸話がある戦闘力で以て、弱冠20才にして構成員からの絶大な支持を一身に集めている稀代の才覚者。東海岸支部が短期間で大発展を遂げることが出来たのは彼の采配と実施した独自の改革によるところも大きく、その実績もまた指導者として信頼される根拠になっている。インスティチュートと人造人間の存在を徹底して危険視しており、その対処のために自ら本部のワシントンD.C.（通称：キャピタル・ウェイストランド）から飛行船「プリドゥエン」に乗り、ボストンまで来た。『3』にも従者として子供時代の彼が登場する。
パラディン・ダンス（Paladin Danse）
声 - 板取政明
B.O.S.のパラディンで、先立って連邦に派遣されていた偵察部隊の隊長。コンパニオンの一人だが、B.O.S.と敵対すると離脱する。
序盤、ケンブリッジ警察署で出会うことができ、選択肢次第ではB.O.Sに協力することとなる。出身は『3』に登場したリベットシティで、B.O.S.に加入するまでは不安定な稼業で生計を立てていた。
B.O.S.に心酔しているが、厳しくも思いやりのある良識的な人柄で組織内でも慕う者も多い。しかし特定の条件を満たすとある事実が判明し組織から追放されることとなる。
レーザーライフルを装備。全コンパニオン中で唯一固定でパワーアーマーフレームを装備しており、脱ぐことが出来ないが、装備しているパーツは耐久力が減らない。追放された後はX-01パワーアーマーを装着する。
特殊perkは人造人間、フェラルグール、スーパーミュータントへの与えるダメージが増加する。
プロクター・イングラム（Proctor Ingram）
B.O.S.のプロクターで、組織内のエンジニアを統括する女性。かつては腕利きの兵士でもあったが、事故で両脚を喪失しており、パワーアーマーフレームで脚を失ったハンディキャップを補っている。
リバティ・プライム修復計画の総指揮を任されているが、本人は前線勤務に復帰することを強く望んでおり、とあるクエストでは主人公の作戦に同行してくることとなる。
プロクター・クインラン（Proctor Quinlan）
B.O.S.のプロクターで、組織内の研究開発やウェイストランド内の現場調査を統括する男性。
スクライブ・ヘイレン（Scribe Haylen）
声 - 深水由美
B.O.S.のスクライブ。ダンスと共に警察署に居る。暴力的な解決策を取りがちな現在のB.O.S.の方針に苦悩する。
ナイト・リース（Knight Rhys）
B.O.S.のナイト。素性がはっきりしない主人公のことを警戒しており、この姿勢はB.O.S.に協力することになっても変わらない。

### レールロード
デズデモーナ（Desdemona）
レールロードのリーダーの女性。
人造人間を救うことに命を懸ける真っ直ぐな使命感とリーダーシップに溢れた人物だが、そのためには時に手段を選ばない冷徹な一面を持つ。
ディーコン（Deacon）
声 - 斉藤次郎
レールロードのエージェント。コンパニオンの一人だが、レールロードと敵対すると離脱する。
潜入捜査を得意とする変装の達人で、色々な格好で連邦の各地に現れる。物語の核心的な情報を話すこともあるが嘘を混ぜて話すため難解。
ハンティングライフルを装備。防具を何も着けていない状態だと、場所に応じて服装が自動的に変わるという特性がある。
特殊perkは光学迷彩アイテム「ステルスボーイ」の持続時間の増加、および敵に気付かれていない状態での奇襲のダメージが増加する。
なんでも屋のトム（Tinker Tom）
声 -後藤ヒロキ
レールロードのエンジニア。変人だがその頭脳と技術力は超一流。
防御力のない一部の衣服や帽子を強力な防具としてクラフトできる「バリスティック・ウィーブ」の解禁には、彼の協力が不可欠となる。
Dr.キャリントン（Carrington）
レールロードの医者兼副司令。本業は医療責任者だが様々な知識に精通しており、デズデモーナをサポートしている。
グローリー（Glory）
レールロードのエージェントで、戦闘要員「ヘビー」の一員。「死の天使」を自称するなど詩的な言い回しが目立つ女性だが、組織の中でも相当な戦闘の実力者。
元はインスティチュートの人造人間であったが脱走、後にレールロードに拾われた過去を持つ。
ドラム・ボーイ（Drummer Boy）
レールロードの伝令。
レールロードの派閥クエストは特定の日数が経ってから受注可能となるものが多く、レールロードの本部に足を運んだ時に彼が当該クエストの発生を伝えてくれる。

### インスティチュート
コンラッド・ケロッグ（Conrad Kellogg）
声 - 大川透
Vault 111の冷凍冬眠装置で眠るパートナーを射殺しショーンを誘拐した謎の男。メインストーリー序盤は彼を探し出すことが目的となる。
Fallout世界のアメリカ大陸西海岸「新カリフォルニア共和国」（New California Republic, 通称NCR）出身。
その正体はインスティチュートの対外作戦を指揮したり、邪魔者を抹殺するための「殺し屋」として雇われた傭兵で、彼の身体にはインスティチュートとの繋がりを示唆する大きな秘密がある。
Dr.マジソン・リー（Madison Li）
声 - 甲斐田裕子
『3』から引き続き登場。『3』のDLC「Broken Steel」でエンクレイヴ残党を完全に叩き潰した後はB.O.S.のやり方に耐えきれず、キャピタル・ウェイストランドを去り連邦に旅立っていった。
インスティチュートに招かれたがその経緯は不明。『3』でB.O.S.の技術者たちが何年掛かっても解決出来なかった問題をたった一人でごく短期間の内に片付けた才能は健在で、現在はアドバンスシステム部門（インスティチュートの基幹である工学技術を中心に、最先端システムの維持・発展を目的とする）の部門長を務めながら、人造人間の研究を続けている。あるクエストで主人公が取った選択によっては再びB.O.S.に協力することになる。
ファーザー（Father）
声 - 楠見尚己
インスティチュートを統括する管理官。60歳の老人。物語において重要な役割を持ち、ケロッグや人造人間兵士たちを介して主人公への干渉を繰り返す。
インスティチュートは管理官の下、五大部門（アドバンスシステム部門、バイオサイエンス部門、ロボット工学部門、設備部門、SRB）の責任者が議員を務める理事会によって運営されている。
X6-88
インスティチュートの人造人間。コンパニオンの一人だが、インスティチュートと敵対すると離脱する。
SRB直属の特別戦闘要員「コーサー」の一体で、驚異的な戦闘能力を有している。物腰は柔らかく口調は丁寧だが、思考はロボットのように冷淡であり、主人公が一般市民に危害を加えても何の感慨も持たない。
インスティチュートライフルを装備。定期的に話しかけることで銃弾アイテムの一種「フュージョン・セル」を提供してくれる。
特殊perkはエネルギーダメージを軽減してくれる。
アリー・フィルモア（Allie Filmore）
インスティチュートの女性科学者で、本部にある設備の維持・管理を統括する設備部門の部門長。子持ちの既婚者だが、とあるクエストでは主人公に同行して前線に赴く意外な一面を見せる。
クレイトン・ホルドレン（Clayton Holdren）
インスティチュートの科学者で、バイオテクノロジー関連の研究・開発の他、人工有機食料の生産や医療なども担当するバイオサイエンス部門の部門長。ファーザーの後継者候補の一人と見做されている。
ジャスティン・アヨ（Justin Ayo）
インスティチュートの科学者で、人造人間の監視・捕獲・管理を統括するSRB（人造人間保持局）の局長代理。冷淡で疑り深く嫌味な性格で、組織内で主要な労働力として利用されている人造人間たちを介して他部門を無断で内偵するなど、独立性を侵害する真似を繰り返しているために嫌われている。実はSRBの権限をインスティチュートそのものの監視・保安にまで広げて秘密警察化しようと企んでいる。
なお、『3』に登場したDr.ジマーは本来の局長でアヨの上司だったが、結局キャピタル・ウェイストランドから戻ることなく行方不明扱いになっている。

### その他の地域
ケイト（Cait）
声 - 藏合紗恵子
コンパニオンの一人。レイダーが集う闘技場「コンバットゾーン」のグラディエーター。そばかす痕の有る、アイルランド系の赤髪の女性。
元々は一般客を相手取った闘技場だったが、レイダーに占拠されて以来彼らの娯楽のために闘い続ける奴隷闘士のような扱いを受けている。親密度が上がると彼女のその壮絶な生い立ちを語る。
ダブルバレルショットガンを装備。ヘアピンを持たせた状態で命令すると、ピッキングを代行してくれる。薬物中毒者であるが、彼女の専用クエストでは中毒から立ち直らせる手助けをすることになる。
特殊perkは主人公の体力が一定以下のときにAP（アクションポイント）が早く回復する。
ストロング（Strong）
声 - 桂一雅
コンパニオンの一人。俳優レックス・グッドマンと共に、仲間に拘束されていたスーパーミュータント。
レックスから『マクベス』を教えてもらった際、"the milk of human kindness"（心優しさ）という文学表現の一節をそのまま「人間の優しさのミルク（という飲み物）」と誤解して探し求めている。
スレッジハンマーを装備。定期的に話しかけることで様々な種類の肉アイテムを提供してくれる。武器は一部の系統のものしか装備できず、防具も専用のスーパーミュータントアーマーしか装備できない。他のコンパニオンよりもアイテムの可搬容量が大きい。
特殊perkは主人公の体力が一定以下のときに近接ダメージが増加する。
エイダ（AIDA）
声 - 梶山はる香
DLC「Automatron」で追加されるコンパニオン。メカニストが連邦に放ったロボットによって全滅したキャラバンの生き残りである女性人格のロボット。
定期的に話しかけることで様々な種類のジャンクアイテムを提供してくれる。初期は複数種類のロボットのパーツと武装を組み合わせた雑多な外観だが、「Automatron」のクエストを進めると様々な改造を施すことが可能となる。
ドッグミートと同様親密度の概念がないため、主人公がどんな行動を取っても親密度は一切変化せず、特殊perkも存在しない。
メカニスト / イザベル・クルス（Mechanist / Isabel Cruz）
ハブリス・コミックの人気シリーズ「シルバー・シュラウド」に登場するヴィランを模倣した人物で、DLC「Automatron」での騒動を引き起こした元凶。『3』にも同じキャラクターを模倣した人物が登場していたが、無関係の別人である。
オールド・ロングフェロー（Old Longfellow）
DLC「Far Harbor」で追加されるコンパニオン。舞台となる島にある港町ファー・ハーバーに住む狩人の老人。ファー・ハーバーの島民たち（ハーバーマン）と敵対すると離脱する。
チャイルド・オブ・アトムを嫌っており、特定の条件を満たすとその理由が明らかになる。
レバーアクションライフルを装備。
特殊perkは動物や海洋クリーチャーの防御力を低下させる。
キャプテン・アヴェリー（Captain Avery）
DLC「Far Harbor」に登場する港町ファー・ハーバーの島民たちの取り纏め役。勇敢で、放射能の霧に追い詰められた島民たちを救うべく奔走している。
DiMA
声 - 駒谷昌男
DLC「Far Harbor」に登場するアカディアを率いる、ニックと同型の人造人間。自らを更に改造しており、他の人造人間とかなり異なる見た目を持つ。
ファー・ハーバーの各地に設置された「霧コンデンサー」は彼と脱走人造人間でアカディアに所属するファラデーによって開発され、島民が安全に暮らす上で必須の装置となっている。
DLC「Far Harbor」のクエストを進めることで消し去られた過去が明らかとなり、その後の選択で島が辿る運命は大きく変わることになる。
テクタス（Tektus）
DLC「Far Harbor」に登場するニュークリアスのチャイルド・オブ・アトム支部を率いる上級聴罪司祭。過去の因縁からハーバーマンを強硬に敵視している。
ポーター・ゲイジ（Porter Gage）
声 - 堀内賢雄
DLC「Nuka World」で追加されるコンパニオン。ヌカワールド・レイダーズ総支配人の右腕を務める男。ヌカワールド・レイダーズと敵対すると離脱する。
ハンドメイドライフルを装備。同行中かつヌカ・タウンU.S.A.にいる間は装備商人としてヌカワールド・レイダーズの装備を提供してくれる。
特殊perkは敵を撃破したときの経験値にボーナスが付いたり、ダメージ耐性が増加する。
ニシャ（Nisha）
DLC「Nuka World」に登場するレイダー集団「ディサイプルズ」を率いるリーダー。殺人狂・戦闘狂ばかりが揃ったディサイプルズの中でも珍しい理性的な人物で、部下たちを巧みな手腕で纏めている。
マグス・ブラック、ウィリアム・ブラック（Mags Black ＆ William Black）
DLC「Nuka World」に登場するレイダー集団「オペレーターズ」を率いるリーダー。二人の意向により、オペレーターズは荒々しさや力を信奉することが多いレイダー集団の中では珍しく、品や金儲けを重視している。
メイソン（Mason）
DLC「Nuka World」に登場するレイダー集団「パックス」を率いるリーダー。野生動物を模した特殊な文化や体制で成り立つパックスを幹部も持たず一人で統率しており、異質なカリスマを有する。
コルター（Colter）
声 - 小山力也
DLC「Nuka World」に登場するヌカワールド・レイダーズ総支配人。3つのレイダー集団を統率する立場にあったが、勢力拡大に意欲をなくして趣味や内向きの政策に没頭するようになってしまったため、支持を失いかけている。
シエラ・ペトロビタ（Sierra Petrovita）
『3』から引き続き登場するヌカ・コーラのコレクター。連邦から離れた場所にあるテーマパーク「Nuka World」に観光目的で来たものの、レイダーが占拠していたことは知らなかった。

## Fallout Shelter
モバイル端末等でプレイできる核シェルター運営ゲーム。E3 2015でのFallout4の発表とともに公開された。

## 評価
4Gamer.netの津雲回転は、「クラフト要素の強化によって復興や生活の再建といった前向きな状況を感じられるようになった」と述べ、「『Fallout 3』と『New Vegas』だけでなく、『The Elder Scrolls V: Skyrim』の要素も取り入れた結果、全体的に従来の作品からのパワーアップを果たすことができ、「ベセスダの究極のRPG」となった』と評した
フォーブス・ジャパン編集部は本作のメインクエストについて、「悪役のスピーチチェックや仲間の殺害を回避するエンディングのあったFallout3や会話の後で悪役を倒すなど傀儡化の回避手段のあったNew Vegasとは異なり、本作のメインクエストは、いずれのグループに属しても最後には辛く大きな決断しなくてはならないところが嫌で、望まない結末を迎えるのならばと思ってゲームを完了させずに置いた」と述べた。
D.I.C.E アワード2016では年間最優秀ゲームとしてゲーム・オブ・ザ・イヤーを受賞した。
本作は高い評価を得た一方、シリーズのファンの一部からはシューティング要素などの強化や、会話パートの簡略化に伴うRPG要素の削減などを否定的に受け止める声が出てきた。本作のクリエイティブディレクターであるトッド・ハワードは、E3 2016でのGameSpotとの会話パートの削減が失敗だったことを認めた。